# Марково (сельское поселение Ошейкинское)
Марково — деревня в Лотошинском районе Московской области России.
Относится к Ошейкинскому сельскому поселению, до реформы 2006 года относилась к Ошейкинскому сельскому округу. По данным Всероссийской переписи 2010 года численность постоянного населения деревни составила 13 человек (5 мужчин, 8 женщин).

## География
Расположена на правом берегу реки Ламы, примерно в 23 км к северо-востоку от районного центра — посёлка городского типа Лотошино. Ближайшие населённые пункты — деревни Грибаново и Клусово.

## Исторические сведения
До 1929 года входила в состав Ошейкинской волости Волоколамского уезда Московской губернии.
По сведениям 1859 года в деревне было 16 дворов и проживало 130 человек (65 мужчин и 65 женщин), по данным на 1890 год число душ мужского пола в деревне — 68.
По материалам Всесоюзной переписи населения 1926 года проживало 255 человек (124 мужчины, 131 женщина), насчитывалось 52 хозяйства.

## Население
| 1852 | 1859 | 1926 | 2002 | 2006 | 2010 |
| ---- | ---- | ---- | ---- | ---- | ---- |
| 115  | ↗130 | ↗255 | ↘18  | →18  | ↘13  |